# Grande Prêmio da Austrália de 1994
Resultados do Grande Prêmio da Austrália de Fórmula 1 realizado em Adelaide em 13 de novembro de 1994. Décima sexta etapa do campeonato, foi vencido pelo britânico Nigel Mansell, da Williams-Renault, em seu derradeiro triunfo na categoria. Ao seu lado no pódio estavam Gerhard Berger, da Ferrari, e Martin Brundle, da McLaren-Peugeot.
O alemão Michael Schumacher causou o acidente que o fez campeão mundial de pilotos deste ano. Ao perceber que Damon Hill o ultrapassaria, o piloto da Benetton-Ford jogou seu carro contra a Williams-Renault do britânico, provocando o abandono de ambos e conquistou o título com um ponto de vantagem.

## Resumo
- Última corrida das equipes Larrousse e Lotus - que seria absorvida pela Pacific Racing. A Lotus voltaria à F-1 em 2010, sendo comprada pela Caterham em 2011, regressando no ano seguinte.
- Última pole e última vitória de Nigel Mansell.
- Última corrida de: Christian Fittipaldi (se transferira para a CART em 1995), Paul Belmondo (não se classificou), Michele Alboreto, J. J. Lehto, David Brabham, Franck Lagorce e Hideki Noda.
- Última corrida da McLaren com motores Peugeot, que daria lugar à Mercedes-Benz a partir de 1995 - parceria que perduraria até 2014.
- Última corrida que a Sauber correu com motores Mercedes, que dariam lugar aos Ford.
- Última corrida da Benetton com motores Ford, que dariam lugar aos Renault no ano seguinte.
- Última corrida da Ligier com motores Renault, que receberiam os motores Mugen/Honda em 1995.

## Classificação

### Treinos oficiais
| Pos.    | Nº | Piloto                 | Construtor        | Q1       | Q2       | Dif.       |
| ------- | -- | ---------------------- | ----------------- | -------- | -------- | ---------- |
| 1       | 2  | Nigel Mansell          | Williams-Renault  | 1:16.179 | 1:33.988 | —          |
| 2       | 5  | Michael Schumacher     | Benetton-Ford     | 1:16.197 | 1:32.627 | + 0.018    |
| 3       | 0  | Damon Hill             | Williams-Renault  | 1:16.830 | 1:33.792 | + 0.651    |
| 4       | 7  | Mika Häkkinen          | McLaren-Peugeot   | 1:16.992 | 1:35.432 | + 0.813    |
| 5       | 14 | Rubens Barrichello     | Jordan-Hart       | 1:17.537 | 1:37.610 | + 1.358    |
| 6       | 15 | Eddie Irvine           | Jordan-Hart       | 1:17.667 | s/ tempo | + 1.488    |
| 7       | 6  | Johnny Herbert         | Benetton-Ford     | 1:17.727 | 1:35.712 | + 1.548    |
| 8       | 27 | Jean Alesi             | Ferrari           | 1:17.801 | 1:33.905 | + 1.622    |
| 9       | 8  | Martin Brundle         | McLaren-Peugeot   | 1:17.950 | 1:36.246 | + 1.771    |
| 10      | 30 | Heinz-Harald Frentzen  | Sauber-Mercedes   | 1:17.962 | 1:35.623 | + 1.783    |
| 11      | 28 | Gerhard Berger         | Ferrari           | 1:18.070 | 1:33.818 | + 1.891    |
| 12      | 26 | Olivier Panis          | Ligier-Renault    | 1:18.072 | 1:36.222 | + 1.893    |
| 13      | 4  | Mark Blundell          | Tyrrell-Yamaha    | 1:18.237 | 1:35.462 | + 2.058    |
| 14      | 12 | Alessandro Zanardi     | Lotus-Mugen/Honda | 1:18.331 | 1:39.179 | + 2.152    |
| 15      | 3  | Ukyo Katayama          | Tyrrell-Yamaha    | 1:18.411 | 1:36.628 | + 2.232    |
| 16      | 24 | Michele Alboreto       | Minardi-Ford      | 1:18.755 | 1:36.498 | + 2.576    |
| 17      | 29 | JJ Lehto               | Sauber-Mercedes   | 1:18.806 | 1:36.245 | + 2.627    |
| 18      | 23 | Pierluigi Martini      | Minardi-Ford      | 1:18.957 | 1:36.257 | + 2.778    |
| 19      | 9  | Christian Fittipaldi   | Footwork-Ford     | 1:19.061 | 1:35.790 | + 2.882    |
| 20      | 25 | Franck Lagorce         | Ligier-Renault    | 1:19.153 | 1:37.393 | + 2.974    |
| 21      | 10 | Gianni Morbidelli      | Footwork-Ford     | 1:19.610 | 1:35.136 | + 3.431    |
| 22      | 11 | Mika Salo              | Lotus-Mugen/Honda | 1:19.844 | 1:43.071 | + 3.665    |
| 23      | 19 | Hideki Noda            | Larrousse-Ford    | 1:20.145 | 1:47.569 | + 3.966    |
| 24      | 31 | David Brabham          | Simtek-Ford       | 1:20.442 | s/ tempo | + 4.263    |
| 25      | 20 | Jean-Denis Délétraz    | Larrousse-Ford    | 1:22.422 | 1:44.155 | + 6.243    |
| 26      | 32 | Domenico Schiattarella | Simtek-Ford       | 1:22.529 | s/ tempo | + 6.350    |
| DNQ     | 33 | Paul Belmondo          | Pacific-Ilmor     | 1:24.087 | s/ tempo | + 7.908    |
| DNQ     | 34 | Bertrand Gachot        | Pacific-Ilmor     | 7:40.317 | s/ tempo | + 6:24.138 |
| Fontes: |    |                        |                   |          |          |            |

### Corrida
| Pos.    | Nº | Piloto                 | Construtor        | Voltas | Tempo/Diferença   | Grid | Pontos |
| ------- | -- | ---------------------- | ----------------- | ------ | ----------------- | ---- | ------ |
| 1       | 2  | Nigel Mansell          | Williams-Renault  | 81     | 1:47:51.480       | 1    | 10     |
| 2       | 28 | Gerhard Berger         | Ferrari           | 81     | + 2.511           | 11   | 6      |
| 3       | 8  | Martin Brundle         | McLaren-Peugeot   | 81     | + 52.487          | 9    | 4      |
| 4       | 14 | Rubens Barrichello     | Jordan-Hart       | 81     | + 1:10.530        | 5    | 3      |
| 5       | 26 | Olivier Panis          | Ligier-Renault    | 80     | + 1 volta         | 12   | 2      |
| 6       | 27 | Jean Alesi             | Ferrari           | 80     | + 1 volta         | 8    | 1      |
| 7       | 30 | Heinz-Harald Frentzen  | Sauber-Mercedes   | 80     | + 1 volta         | 10   |        |
| 8       | 9  | Christian Fittipaldi   | Footwork-Ford     | 80     | + 1 volta         | 19   |        |
| 9       | 23 | Pierluigi Martini      | Minardi-Ford      | 79     | + 2 voltas        | 18   |        |
| 10      | 6  | J. J. Lehto            | Sauber-Mercedes   | 79     | + 2 voltas        | 17   |        |
| 11      | 25 | Franck Lagorce         | Ligier-Renault    | 79     | + 2 voltas        | 20   |        |
| 12      | 7  | Mika Häkkinen          | McLaren-Peugeot   | 76     | Freios            | 4    |        |
| Ret     | 24 | Michele Alboreto       | Minardi-Ford      | 69     | Suspensão         | 16   |        |
| Ret     | 4  | Mark Blundell          | Tyrrell-Yamaha    | 66     | Acidente          | 13   |        |
| Ret     | 20 | Jean-Denis Délétraz    | Larrousse-Ford    | 56     | Câmbio            | 25   |        |
| Ret     | 11 | Mika Salo              | Lotus-Mugen/Honda | 49     | Pane elétrica     | 22   |        |
| Ret     | 31 | David Brabham          | Simtek-Ford       | 49     | Motor             | 24   |        |
| Ret     | 12 | Alessandro Zanardi     | Lotus-Mugen/Honda | 40     | Regulador         | 14   |        |
| Ret     | 0  | Damon Hill             | Williams-Renault  | 35     | Colisão           | 3    |        |
| Ret     | 5  | Michael Schumacher     | Benetton-Ford     | 35     | Colisão           | 2    |        |
| Ret     | 32 | Domenico Schiattarella | Simtek-Ford       | 21     | Câmbio            | 26   |        |
| Ret     | 3  | Ukyo Katayama          | Tyrrell-Yamaha    | 19     | Rodada            | 15   |        |
| Ret     | 19 | Hideki Noda            | Larrousse-Ford    | 18     | Vazamento de óleo | 23   |        |
| Ret     | 10 | Gianni Morbidelli      | Footwork-Ford     | 17     | Vazamento de óleo | 21   |        |
| Ret     | 15 | Eddie Irvine           | Jordan-Hart       | 15     | Rodada            | 6    |        |
| Ret     | 12 | Johnny Herbert         | Benetton-Ford     | 13     | Câmbio            | 7    |        |
| DNQ     | 34 | Bertrand Gachot        | Pacific-Ilmor     |        |                   |      |        |
| DNQ     | 33 | Paul Belmondo          | Pacific-Ilmor     |        |                   |      |        |
| Fontes: |    |                        |                   |        |                   |      |        |

## Tabela do campeonato após a corrida
| Pos.    | Piloto             | Pontos |
| ------- | ------------------ | ------ |
| 1       | Michael Schumacher | 92     |
| 2       | Damon Hill         | 91     |
| 3       | Gerhard Berger     | 41     |
| 4       | Mika Häkkinen      | 26     |
| 5       | Jean Alesi         | 24     |
| Fontes: |                    |        |

| Pos.    | Construtor       | Pontos |
| ------- | ---------------- | ------ |
| 1       | Williams-Renault | 118    |
| 2       | Benetton-Ford    | 103    |
| 3       | Ferrari          | 71     |
| 4       | McLaren-Peugeot  | 42     |
| 5       | Jordan-Hart      | 28     |
| Fontes: |                  |        |

- Nota: Somente as primeiras cinco posições estão listadas e os campeões da temporada estão grafados em negrito.